# Limsten
Limsten är en beteckning av kalksten, i synnerhet den som användes som ett flussmedel i järnframställning i masugnar.
Limsten är också ett tidigare namn för bryozokalksten, den typ av flint- och fossilrik kalksten som är vanlig i stora delar av Danmark, Schleswig-Holstein och Skåne (till exempel i  Limhamn).